# 毛利栄佑
毛利 栄佑（もうり えいすけ、1994年4月9日 - ）は、日本のサッカー選手。ポジションはDF。

## クラブ歴
熊本県立大津高等学校時代には植田直通とセンターバックのコンビを組んで、第91回全国高等学校サッカー選手権大会に出場したが1回戦で敗れた。卒業後は国士舘大学に進学した。
大学卒業後はモンゴル・ナショナルプレミアリーグのアスレティック220FCに加入した。
翌年はラオス・リーグのラオ・トヨタFCを経て、モルディブのJJ SCに移籍した。
2019年にアルメニア・ファーストリーグのFCトルペド・エレバンに山崎輝とともに加入した。
2021年に再びモルディブに渡り、スーパー・ユナイテッド・スポーツ、ユナイテッド・ヴィクトリーに在籍した。
2022年夏にアイゾールFCに加入し、主に守備的ミッドフィールダーの位置でプレーした。同シーズン途中には同じくセンターバックをこなす斎藤彰人が同クラブに日本人選手として加入した。